# Emma Marrone
Emmanuela Marrone (Florencia, Italia, 25 de mayo de 1984), más conocida como Emma Marrone, es una cantante italiana, representante de su país en el Festival de la Canción de Eurovisión 2014.

## Carrera
Comenzó en la música en 1993, siendo una niña. Se hizo conocida tras su paso por Pop Stars en 2003, ganando el talent show y formando el grupo Lucky Star. Tras su disolución en 2007 pasa a formar parte de la banda de rock alternativo M.J.U.R.. En 2010, regresó a la televisión para aparecer en el programa Amigos de Maria de Filippi y ganó la competición. El mismo año, edita su primer álbum en solitario. 
En 2012 ganó el Festival de San Remo con el tema «Non è l'inferno», que se convirtió en un gran éxito en Italia. Emma ha certificado dos multiplatinos, catorce discos de platino y dos de oro por sus ventas en solitario desde 2010. Ha sido nominada a numerosos premios, entre ellos un MTV.
En mayo de 2014 representó a Italia en el Festival de la Canción de Eurovisión en Copenhague, tras ser elegida de manera interna por la RAI con la canción «La mia città».
Emma ha vendido hasta el momento 1.200.000 copias entre sencillos y álbumes.
A las órdenes del director Gabriele Muccino hace su debut como actriz en la película Nuestros mejores años rodada en 2019 y cuyo lanzamiento en Italia fue programado para el 13 de febrero de 2020.

## Discografía

### Álbumes
- 2010: A me piace cosi (#2 Italia)
- 2011: Sarò libera (#1 Italia)
- 2013: Schiena (#1 Italia)
- 2015: Adesso (#2 Italia)
- 2018: Essere qui (#2 Italia)
- 2019 : Fortuna

### EP
- 2010: Oltre (#1 Italia)

### Live Álbumes
- 2014: E Live

### Sencillos
- Oltre (3xPLATINUM) #1 Italy

```
 2010: Calore
 2010: Un sogno a costo zero
 2010: Sembra strano 
```

- A me piace così (2xPLATINUM) #2 Italy

```
 2010: Con le nuvole
 2010: Cullami
 2011: Arriverà (ft. Modà)-> A me piace così Sanremo Edition
 2011: Io son per te l'amore
```

- Sarò libera (3xPLATINUM) #1 Italy

```
 2011: Sarò libera
 2011: Tra passione e lacrime
 2012: Non è l'inferno
 2012: Cercavo amore
 2012: Maledetto quel giorno
```

- Schiena (3xPLATINUM) #1 Italy

```
 2013: Amami
 2013: Dimentico tutto
 2013: L'amore non mi basta
 2014: Trattengo il fiato
 2014 La mia Città -> Schiena vs Schiena
```

- E Live (GOLD) #6 Italy

```
 2014: Resta ancora un po'
```

- Adesso (2xPLATINUM) #1 Italy

```
 2015: Occhi profondi
 2015: Arriverà l'amore
 2016: Io di te non ho paura
 2016: Il Paradiso non existe
 2016: Quando le canzoni finiranno
```

- Essere qui (GOLD) #2 Italy

```
 2018: L’isola 
 2018: Effetto domino
```